# Robert Gasch
Robert Gasch (* 28. August 1936 in Offenbach am Main) ist ein deutscher habilitierter Ingenieur und Hochschullehrer der TU Berlin.

## Leben
Nach dem Abschluss eines Maschinenbaustudiums in Darmstadt wechselte Gasch an die TU Berlin, wo er 1967 mit einer Dissertation zum Thema "Eignung der Schwingungsmessung zur Ermittlung der dynamischen Beanspruchung in Bauteilen" zum Dr. Ing. promoviert wurde. 1970 erfolgte die Habilitation mit einer Arbeit über "Selbsterregte Biegeschwingungen rotierender Wellen". 1971 verließ Gasch die TU Berlin und ging zu Siemens-Kraftwerkunion in Mülheim (Ruhr). Dort entwickelte er das FEM-Programm für die Schwingungsberechnung in den bis zu 60 m langen, 10-fach gleitgelagerten Triebsträngen moderner Turbogeneratoren.
Mit der Übernahme einer Professur für Strukturdynamik und Konstruktionsberechnung (1977) am Institut für Luft- und Raumfahrttechnik kehrte Gasch nach Berlin zurück.
Seine Forschungsschwerpunkte lagen auf den Gebieten der 
- Bauwerksdynamik (1972–77)
- Rotordynamik (1967–2001)
- Schienenfahrzeugdynamik, Dynamik der ICE-Laufwerke (1974–84)
- Technologie der Windturbinen (1978–2001)

Ausgelöst durch mehrere Ereignisse in den 1970er Jahren, darunter das Erscheinen der 1972 vom Club of Rome veröffentlichten Studie Die Grenzen des Wachstums, die Ölkrisen der Jahre 1973 und 1979/80 sowie letztendlich der schweren Reaktorunfall im Kernkraftwerk Three Mile Island im Jahr 1979, widmete sich Gasch schließlich in der Forschung vor allem der Windenergietechnik. Hierfür gründete Gasch bereits 1977 an seinem Institut eine "Arbeitsgruppe Windkraftanlagen" und hielt ab 1984 eine Vorlesung zu Windkraftanlagen. Parallel dazu entstanden mehrere wissenschaftliche Publikation, darunter das erstmals 1991 herausgegebene Lehrbuch "Windkraftanlagen", das 2016 in der 9. aktualisierten Auflage erschien. Diese Publikation gilt mittlerweile als Standardwerk zur Windenergietechnik.
Bei der Forschung setzte Gasch zunächst v. a. auf kleine Windkraftanlagen, wie sie in den 1970er und 1980er in Dänemark massenhaft produziert wurden. Dem letztendlich gescheiterten Projekt Growian, bei dem gleich eine technisch nicht ausgereifte Großanlage erprobt werden sollte, stand Gasch skeptisch gegenüber. Während der Growian während seiner Entwicklung am Ende der 1970er Jahre mit einem Rotordurchmesser von 100 Metern um mehr als Faktor 3 größer war als die größte existierende Maschine mit 30 Metern, setzte Gasch auf eine kontinuierliche Weiterentwicklung und Vergrößerung bestehender Anlagen. Dies erwies sich langfristig als der richtige Weg. 
Ab den Anfang der 80er Jahre war er auch an der Entwicklung von mehreren unterschiedlichen Südwind-Windkraftanlagen beteiligt. Seit 1986 arbeitete Gasch eng mit der Polytechnical University (NPU) in Xī’ān zusammen, auf den Gebieten der Rotordynamik mit Liu, Qizhou und der Maschinendiagnostik mit Liao, Mingfu. Vom DAAD unterstützt baute letzterer 1997 die vermutlich erste chinesische Lehrveranstaltung zum Bau von Windturbinen auf.
In dieses Jahr 1977 fällt auch die Gründung des Gemeinschaftsinstitutes von TU Berlin und NPU Xian, des „Institute for Monitoring and Control of Rotating Machinery and Windturbines“, dessen Co-Direktor Gasch ist.
In den von InWEnt (heute in GTZ-GIZ integriert) finanzierten Kursen in China zur Technologie von Windturbinen in den Jahren 2002 bis 2012 wurden mehr als 1000 chinesische Ingenieure geschult. Hier waren Klaus Knecht von InWEnt und Gasch die tragenden Persönlichkeiten.
Im Jahr 2009 auf den Feierlichkeiten zur Gründung der Volksrepublik China vor 60 Jahren wurde Gasch mit dem "Friendship Award for Foreign Experts" in der Großen Halle des Volkes in Peking geehrt.

## Sonstiges
Er ist erster Vorsitzender des Beirats des Deutschen Windkraftmuseums in Stemwede-Oppendorf.

## Werke (Auswahl)
- Eignung der Schwingungsmessung zur Ermittlung der dynamischen Beanspruchung in Bauteilen, Dissertation an der TU Berlin (West) 1967 (DNB 482612487).
- mit Rainer Nordmann u. Herbert Pfützner: Rotordynamik, 2. vollständig überarbeitete Auflage, Springer, Berlin / Heidelberg 2002, ISBN 3-540-41240-9.
- mit Klaus Knothe u. Robert Liebich: Strukturdynamik. Diskrete Systeme und Kontinua, 2. Auflage, Springer, Berlin / Heidelberg 2012, ISBN 978-3-540-88976-2.
- mit Jochen Twele (Hrsg.): Windkraftanlagen. Grundlagen, Entwurf, Planung und Betrieb. 9. aktualisierte Auflage Springer, Wiesbaden 2016, ISBN 978-3-658-12360-4.